# Andinska gemenskapen

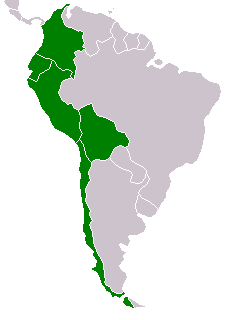
Karta över länder i Andinska gemenskapen, Venezuela lämnade organisationen 2006

Andinska gemenskapen, (spanska: Comunidad Andina, förkortat: CAN), är en regional mellanstatlig organisation med målsättningen att skapa en gemensam inre marknad med fri rörlighet för varor, tjänster, kapital och arbetskraft mellan medlemsländerna. Gemenskapen består av Bolivia, Colombia, Ecuador och Peru.
Andinska gemenskapens framtida ställning är något oklar i och med bildandet av Sydamerikanska nationernas union (UNASUR) 2008, vars intentioner är att slå samman Andinska Gemenskapen med tullunionen Mercosur till den nya stora unionen.  
Andinska gemenskapen hette före 1996 Andinska pakten eller Andinska gruppen (Grupo Andino). Organisationen startades 1969 inom LAFTA:s ramar. Intentionen var att den planerade integrationen mellan medlemsstaterna skulle vara genomförd 2005. Integrationen i gemenskapen har dock gått långsamt på grund av olika faktorer, bland annat politiska oroligheter och ekonomiska problem bland medlemsländerna.  

## Organisation
Organisationen består av Andinska rådet, kreditinstitut (Andinska utvecklingsbanken), domstol (från 1980), andinskt parlament. Organisationen har säten i Lima (rådet), Caracas (Cooperación Andina de Fomento/CAF) och Quito (domstolen).
Andinska gemenskapen fastställde gemensamma tullregler 1995. Man enades om fyra tullsatsnivåer: fem procents tull för de flesta råvaror och kapitalvaror, 10-15 procent för industriprodukter och de flesta andra tillverkade varor och en tjugoprocentig tulltaxa för flertalet konsumtionsvaror.
Tidigare medlemmar var Chile som utträdde 1977 samt Venezuela som utträdde 22 april 2006).